# Joachim Matthes (Soziologe)

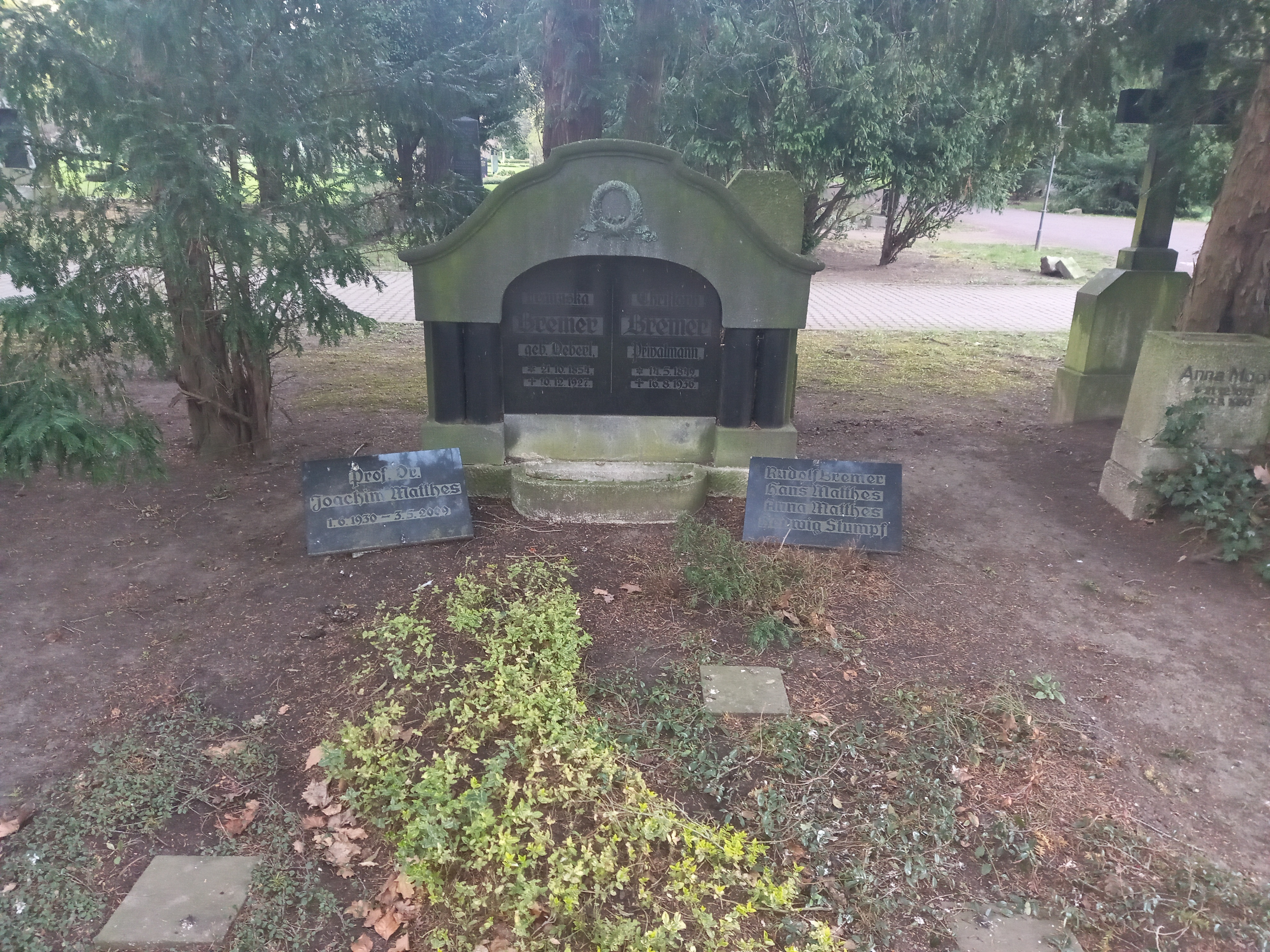
Das Grab von Joachim Matthes im Familiengrab auf dem Westfriedhof (Magdeburg)

Joachim Matthes (* 1. Juni 1930 in Magdeburg; † 3. Mai 2009 in Erlangen) war ein deutscher Soziologe.
Seine hauptsächlichen Arbeitsbereiche waren zunächst die Soziologie der Totalen Institutionen und die Religionssoziologie, dann wandte er sich auch dem Kulturvergleich und den interkulturellen Beziehungen zu, mit der besonderen Betonung Südostasiens.

## Leben und Arbeit
Als Oberschüler war Joachim Matthes in der Sowjetischen Besatzungszone 1947/48 ein Dreivierteljahr als „Politischer“ in Haft, legte nach der Freilassung in Magdeburg 1949 die Reifeprüfung ab und nahm 1949 das Studium der Soziologie, Philosophie und Jurisprudenz an der eben gegründeten Freien Universität Berlin auf. Er promovierte dort 1956 bei Hans-Joachim Lieber mit dem Thema Die Soziologie des Gefangenen als existentielles Problem zum Dr. phil. Danach wirkte er zunächst an den Evangelischen Akademien Loccum und Hofgeismar, von 1960 bis 1962 am Institut für Sozialforschung des Diakonischen Werks der EKD. 1964 habilitierte er sich an der Westfälischen Wilhelms-Universität in Münster bei Helmut Schelsky für „Soziologie“ und wurde sogleich auf den Lehrstuhl für Soziologie und Sozialpädagogik an die Pädagogische Hochschule Ruhr nach Hagen berufen. Zugleich wirkte er als Abteilungsleiter an der Sozialforschungsstelle an der Universität Münster in Dortmund. 1967 rief ihn dann die Westfälische Wilhelms-Universität auf eine Professur für Soziologie und 1969 die eben gegründete Universität Bielefeld, wo er 1969–1970 der erste Dekan der ersten deutschen Fakultät für Soziologie wurde. 1976 folgte er einem weiteren Ruf an die Universität Erlangen-Nürnberg, wo er über seine Emeritierung 1993 hinaus bis zu seinem Tode als Forscher wirkte. Er war in den Jahren 1979 bis 1982 Vorsitzender der Deutschen Gesellschaft für Soziologie.
Joachim Matthes war in erster Ehe mit der Sprechlehrerin Frauke Matthes (Ehrenpreis des Bielefelder Integrationspreises 2011), in zweiter Ehe mit der Soziologin Ulrike Nagel und in dritter Ehe mit Diana Wong verheiratet. Seit 1993 war sein erster Wohnsitz Singapur.

## Ausgewählte Publikationen
- Die Soziologie des Gefangenen als existentielles Problem, Berlin 1955
- Probleme der Religionssoziologie, Westdeutscher Verlag, Köln 1962
- Gesellschaftspolitische Konzeptionen im Sozialhilferecht, Enke, Stuttgart 1964
- Die Emigration der Kirche aus der Gesellschaft, Furche-Verlag, Hamburg 1964
- Soziologie und Gesellschaft in den Niederlanden, Luchterhand, Neuwied 1965
- Einführungen in die Religionssoziologie, 2 Bde. (Religion und Gesellschaft, 1967; Kirche und Gesellschaft, 1969)
- (Hg.) Internationales Jahrbuch für Religionssoziologie, Westdeutscher Verlag, Köln
- Einführung in das Studium der Soziologie, Rowohlt, Reinbek [1973] ²1976
- Sozialer Wandel in Westeuropa, [Reinbek 1973], Campus, Frankfurt am Main/New York 1979
- Alltagswissen, Interaktion und gesellschaftliche Wirklichkeit, 5. Aufl., Westdeutscher Verlag, Opladen 1981,
- Einführung in das Studium der Soziologie, Westdeutscher Verlag, Opladen ³1981
- Lebenswelt und soziale Probleme, Campus, Frankfurt am Main 1981
- Biographie in handlungswissenschaftlicher Perspektive, Nürnberger Forschungsvereinigung, Nürnberg 1981
- (Hg.) Krise der Arbeitsgesellschaft? Campus, Frankfurt am Main 1983
- Kirchenmitgliedschaft im Wandel, Gütersloher Verlagshaus Mohn, Gütersloh [1991] ²1992
- Zwischen den Kulturen? Schwartz, Göttingen 1992
- Verständigung über kulturelle Grenzen hinweg, Friedrich-Alexander-Universität, Erlangen 1993
- Die gesellschaftliche Konstruktion der Wirklichkeit. Berger-Luckmann revisited, Sozialwissenschaftliches Forschungszentrum, Nürnberg 1997
- Das Eigene und das Fremde, Ergon, Würzburg 2005